# 赤毛
《赤毛》（赤毛）是1969年上映的日本時代劇電影，改編自真實事件（赤報隊），故事描述明治維新期間，新政府軍為了掃除異端，圍剿一個尚未展開維新化小村落、村民與新政府數千大軍互相對峙的一段可歌可泣的感人事蹟。

## 演員
- 赤毛的權三：三船敏郎
- 登美：岩下志麻
- 一之瀨半藏：高橋悅史
- 三次：寺田農
- 阿春：乙羽信子
- 青梅：望月優子
- 阿葉：吉村實子
- 阿袖：岡田可愛
- 荒垣彌一郎：神山繁
- 玄齋：天本英世
- 駒駒根之虎三：花澤德衛
- 番頭左右吉：岸田森
- 雨蓋爾：砂塚秀夫
- 伍平爺：左卜全
- 白毛先鋒隊長：睦五郎
- 居酒屋之亭主：草野大悟
- 木曾屋嘉兵衛：富田仲次郎
- 代官所手代：常田富士男
- 馬宿之甚兵衛：浜村純
- 百姓袈裟治：堺左千夫
- 獵師：長谷川弘
- 百姪：三戸部スエ
- 百姓：山本廉、中山豊、宇野晃司
- 斥候：地井武男
- 少年平助：阿知波信介
- 少年忠太：澤登護
- 少年子：木下陽夫
- 少年彌五：木村豊幸
- 少年源太：吉田昌史
- 行商賣藥的人：淺川孝二
- 行商的小間物屋：木村博人
- 白毛伍長：田中浩
- 哨兵：野村昇史
- 嬶：佐渡絹代、岩崎智江
- 女郎：津田亞矢子、喜多川美佳
- 神尾金太夫：伊藤雄之肋
- 相樂總三：田村高廣

## 製作人員
- 監製：三船敏郎、西川善男
- 導演：岡本喜八
- 編劇：岡本喜八、廣澤榮
- 音樂：佐藤勝
- 攝影：齋藤孝雄
- 美術：植田寬
- 錄音：市川正道
- 照明：佐藤幸朗
- 整音：下永尚
- 副導：田中壽一
- 剪輯：阿良木佳弘
- 武術指導：久世龍
- 旁白：中谷一郎

## 外部連結
- 《赤毛 （页面存档备份，存于）》在互聯網電影資料庫的連結（英文）